# Dollaro surinamese
Il dollaro (Codice ISO: SRD) è la valuta del Suriname dal 2004. È diviso in 100 cent.

## Storia
Il dollaro ha sostituito il Fiorino surinamese il 1º gennaio 2004, al cambio di 1 dollaro per 1000 fiorini. Inizialmente erano disponibili solo le monete, in quanto, per problemi di stampa, le banconote ebbero un ritardo nell'emissione fino a metà febbraio.
Le vecchie monete con valore in centesimi (centesimi di fiorini) sono state dichiarate in corso legale mantenendo il loro valore facciale, evitando così la necessità di produrre nuove monete. Quindi, per esempio, una vecchia moneta da 25 cent, che valeva un quarto di fiorino, ora vale un quarto di dollaro.
Alla nuova moneta è stato attribuito il codice ISO 4217 SRD in sostituzione del codice SRG del fiorino surinamese.

## Monete
Le monete in circolazione sono nei tagli da 1, 5, 10, 25, 100 e 250 cent (dalla precedente moneta).

## Banconote
Dal 2004, il governo ha introdotto banconote (muntbiljet) da 1 e 2½ dollari, e la Banca Centrale del Suriname banconote da 5, 10, 20, 50 e 100 dollari.